# سیارک ۳۶۵۵
سیارک ۳۶۵۵ (به انگلیسی: 3655 Eupraksia، نامگذاری:1978SA3) سه هزار و ششصد و پنجاه و پنجمین سیارک کشف شده‌است که در ۲۶ سپتامبر ۱۹۷۸ کشف شد.
قدر مطلق سیارک برابر ۱۰٫۹۰ است.